# 향미 (맛)
향미(香味) 또는 돋움맛은 음식의 맛과 냄새로부터 느끼는 감각이다.

## 향료
음식 등에 넣어 향미를 내는 데 쓰는 물질은 향료(香料)나 향미료(香味料), 착향료(着香料)라 부른다.
- 천연 향료(天然香料): 천연물로 만든 향료이다. 꽃이나 과일 및 채소, 또는 사향노루, 향유고래 등의 동물 정유(精油)로부터 추출해 정제한다.
- 합성 향료(合成香料): 화학적 합성으로 만든 향료이다. 동식물의 정유 성분 또는 타르계 원료에서 합성한다.
- 조합 향료(調合香料): 여러 가지 단일 향료들을 섞어서 만든 향료이다.

## 같이 보기
- 방향 화합물
- 에스터
- 식품 첨가물
- 가쓰오부시
- 양념
- 미뢰